# Erna Corte

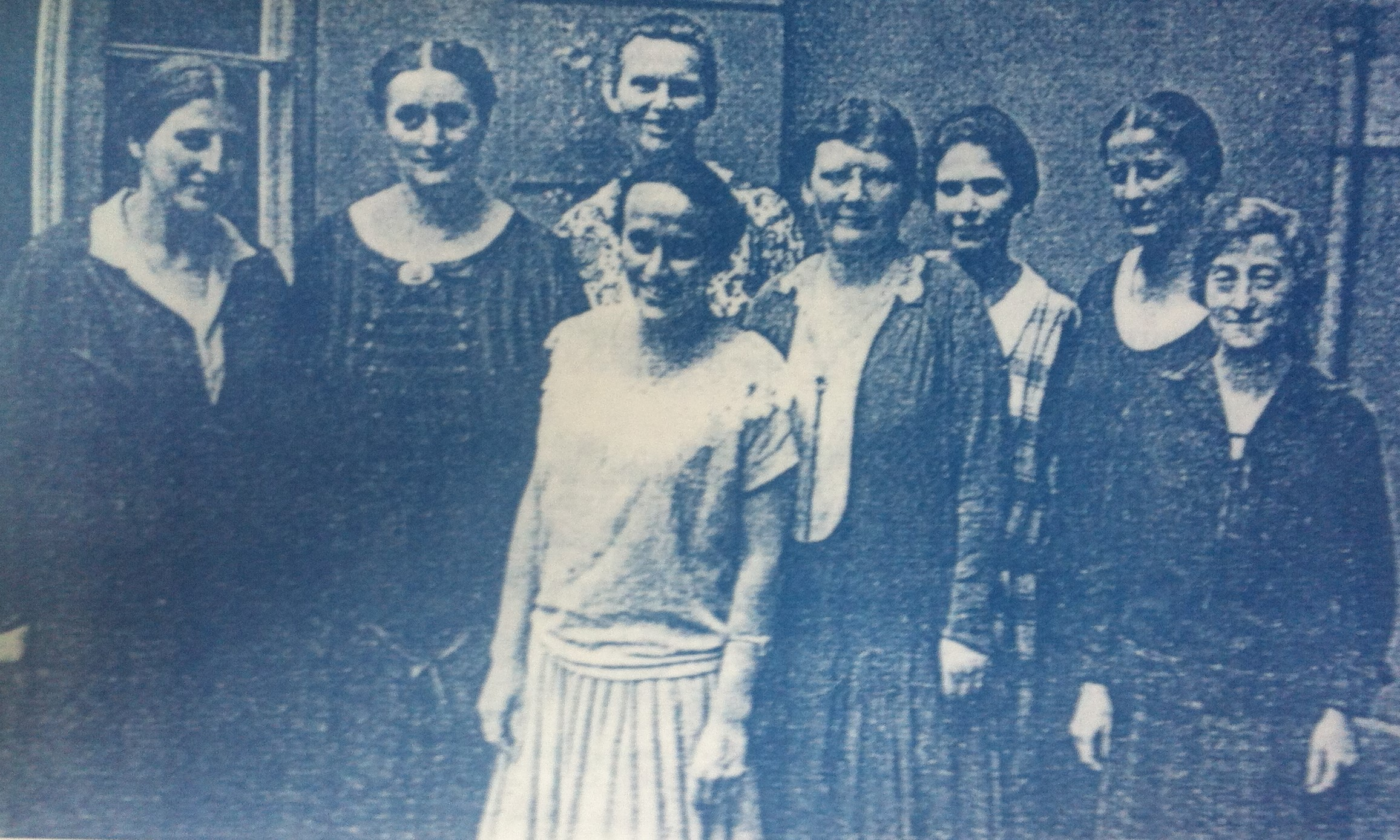
Erna Corte (vorne in der Mitte) unter den Gründerinnen des Deutschen Akademikerinnenbundes (1926)

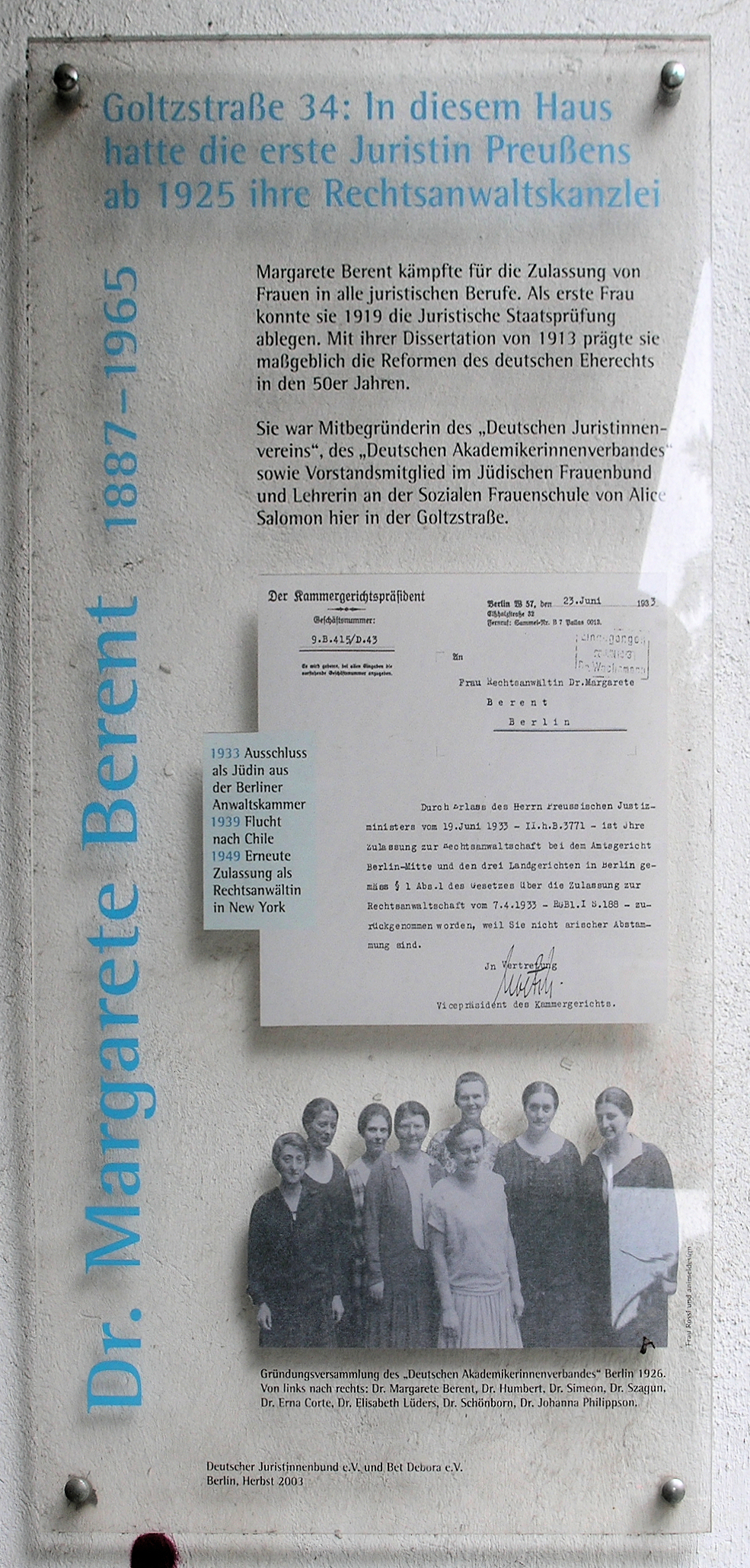
Gedenktafel am Haus Goltzstraße 34, in Berlin-Schöneberg

Erna Corte (als Erna Christine Margarethe Corte; * 12. Dezember 1892 in Halle (Saale); † 8. November 1975 in Berlin) war eine deutsche Sozialpolitikerin.

## Leben und Wirken
Corte wuchs in einer gut situierten Kaufmannsfamilie auf. Sie erhielt privaten Unterricht, besuchte dann das städt. Lyzeum in Halle und absolvierte anschließend in Leipzig die Ausbildung zur Kindergärtnerin. Mehrere Jahre arbeitete Erna Corte als Kindergärtnerin und bereitete sich zugleich privat auf das Abitur vor. Von 1914 bis 1919 studierte sie in Heidelberg Volkswirtschaft und Sozialpolitik. Ihr Studium schloss sie mit der Promotion ab. Das Thema ihrer Dissertation lautete:  „Liberalismus und Sozialpolitik“.
Nach dem Studium war Erna Corte im Ministerium der Württembergischen Regierung tätig, bis Gertrud Bäumer sie an das Archiv für Jugendwohlfahrt des Reichsministeriums des Inneren nach Berlin berief. Dort war sie entscheidend am Auf- und Ausbau des Reichsjugendwohlfahrtsgesetzes beteiligt. Ferner zeichnete sie für Versorgung von Jungen und Mädchen verantwortlich, die tagsüber vorwiegend auf sich alleine gestellt waren, sprich Jugendfürsorge. In diesem Zusammenhang bemängelte sie die fehlende Kooperation von Schule und Jugendhilfe u. a. sozialen Stellen:
Kinder [werden] an einer Stelle schulisch betreut, an einer anderen ärztlich behandelt, an einer dritten während der Freistunden untergebracht, von einer vierten aus gespeist und schließlich noch von weiteren Stellen befürsorgt... ohne daß diese Stellen voneinander wissen, geschweige denn nach einem einheitlichen Plan arbeiten.
Als 1933 die Institution zum Deutschen Institut für Jugendhilfe umgewandelt wurde, bestand ihre Aufgabe vordergründig in der Überwachung und Auslegung der nationalsozialistischen Gesetze zum Schutz der Jugend. Außerdem zeichnete Erna Corte für das Adoptionswesen und die Vermittlung von Pflegschaften verantwortlich. Da sie seit 1933 der SPD angehörte, war sie den Machthabern ein Dorn im Auge, obwohl Erna Corte ihre Publikationen und vielen Buchrezensionen in unterschiedlichsten Fachzeitschriften der vorgeschriebenen Ideologie anpasste. So beurteilte sie beispielsweise das von Gerhard Pfahler 1935 herausgegebene Buch „Warum Erziehung trotz Vererbung?“ wie folgt:
Zwar zeigt es zunächst die Grenzen, die die Erblehre für Menschenformung und -erziehung gestellt hat, die durch nichts niedergerissen werden können, weder durch Elternliebe und -wünsche, noch durch hingebende Erziehungskunst; dann aber wird mit unerhörter Eindringlichkeit bewiesen, daß innerhalb der Bindungen durch die Art ein weiter Spielraum für die Entwicklung des Menschen zum Bösen oder zum Guten, zu Eigennutz oder Gemeinnutz gegeben ist.
Trotz schriftstellerischer Anpassung „bekannte sich Erna Corte auch zum Widerstand gegen die Nazis. Mutig und besonnen übernahm sie die Vormundschaft für die sechs Kinder von Hermann Maaß, der im Zusammenhang mit dem 20. Juli 1944 zum Tode verurteilt worden war und denen die Mutter kurz danach verstarb“. Bereits vorher engagierte sich im Verein „Deutsch-Ausländisches Jugendhilfswerk“, einer von Elsa Brandström und Lotte Lemke gegründeten „Tarnorganisation“, die Kindern (auch jüdischen Kindern) weiterhalf, nachdem bereits 1933 die meisten sozialen Wohlfahrtsverbände von den Nationalsozialisten zerschlagen wurden.
Von 1947 bis zu ihrer Pensionierung war Erna Corte Magistralrärin und Referentin des Jugendamtes beim Bezirksamt Berlin-Steglitz. Als solche setzte sie sich für die Unterbringung schwieriger Kinder in Ersatzfamilien ein. Heime sollten ihrer Ansicht nach nur zur vorläufigen Unterbringung von schwierigen Kindern oder als „Stätten der Beobachtung und der Heilerziehung“ dienen:
Heime können der körperlich und geistig gesunden Jugend niemals die Familienerziehung ersetzen. Somit bleibe als anderer Weg... ihre Unterbringung in einer fremden Familie... Sie, die das Geborgenseins in der Familie beraubt oder nie teilhaftig geworden sind, so zu umsorgen, daß ihre Lebensbelage gesichert sind und sie sich dadurch in Volk und Staat von früh an richtig einfügen, ist Sinn und Aufgabe des Pflegekinderschutzes.
Neben ihrer beruflichen Tätigkeit engagierte sich Erna Corte in vielen Verbänden,  Vereinen und Ausschüssen: Von 1914 bis 1931 gehörte sie dem Vorstand des Bundes Deutscher Frauenvereine an, von 1925 bis 1930 war sie Vorstandsmitglied der Deutschen Akademie für soziale und pädagogische Frauenarbeit, von 1925 bis 1934 war sie Vorstandsmitglied, dann im Beirat des „Deutschen Fröbelverbandes“ und von 1950 bis 1959 gehörte sie zum Hauptausschuss des „Deutschen Vereins für öffentliche und private Fürsorge“. Ihr besonderes Interesse  galt dem von ihr 1948 in Berlin-Steglitz mitgegründeten Nachbarschaftsheim „Schlösschen“, dem Erna Corte als 1. Vorsitzende bis 1970 angehörte.

## Werke (Auswahl)
- Der Jugendschutz im deutschen Lichtspielwesen, Berlin 1926
- Entwicklungsgehemmt Kinder, Leipzig 1926
- Schulkinderpflege, Berlin 1928
- Die Familienverhältnisse von Kindern in Krippen, Kindergärten, Horte und Tagheimen, Berlin 1930
- Kindergärten und Horte in der Notzeit, Berlin 1932
- Literaturbericht über deutsche Kindergärten im Auslande, in: Kindergarten 1933/H. 6, S. 145–146
- Das Pflegekinderwesen, Berlin 1956